# Ilha Wallops
A Ilha Wallops é uma ilha de 15,5 km² localizada na costa Leste da Virgínia, é parte da barreira de ilhas que se estendem ao longo da costa Leste dos Estados Unidos.
Está localizada no condado de Accomack, Virgínia. A ilha fica ao Sul da ilha de Chincoteague, um destino turístico muito popular.

## História
A propriedade da Ilha Wallops, originalmente conhecida como Ilha Kegotank, foi concedida a John Wallop pela Coroa em 29 de Abril de 1692. A posse foi subdividida através dos anos, até que a comunidade da Virgínia a confiscou no período de 1876 e 1877 por conta de impostos devidos. A partir de 1877, a posse foi novamente dividida e subdividida até 1889, quando vários conselheiros do Wallops Island Club a adquiriram.
O Clube foi estabelecido e assumiu a posse em 1933 como Wallops Island Association, Inc. Os membros da associação e seus familiares passavam os verões na ilha, pescando e nadando.
A associação criava ovelhas, gado e pôneis na área até a metade da década de 1940. Em 1947, a Marinha dos Estados Unidos começou a usar dois terços do norte da ilha em forma de arrendamento como área para testes de bombardeios aéreos. A NACA, antecessora da NASA, alugou o setor sul da ilha para (cerca de 4 km2) para uma base de lançamento de foguetes.

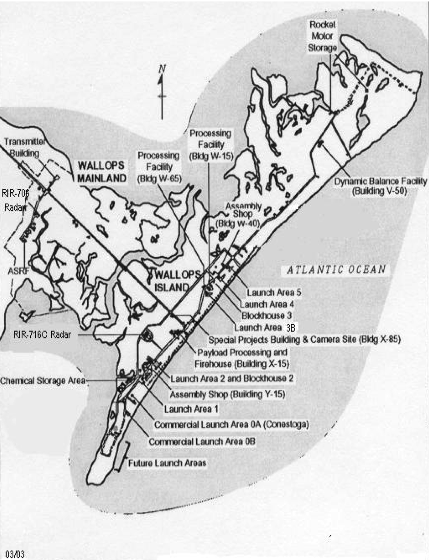
Mapa detalhado do Campo de pesquisa e lançamento da Ilha Wallops.

Hoje em dia, a ilha é usada principalmente pela Instalação de Voo Wallops, que inclui o Mid-Atlantic Regional Spaceport, embora o nome também se refira à área da península que cerca a ilha para fins de endereçamento postal. Além disso, a Reserva Nacional de Wallops Island também está localizado na ilha.

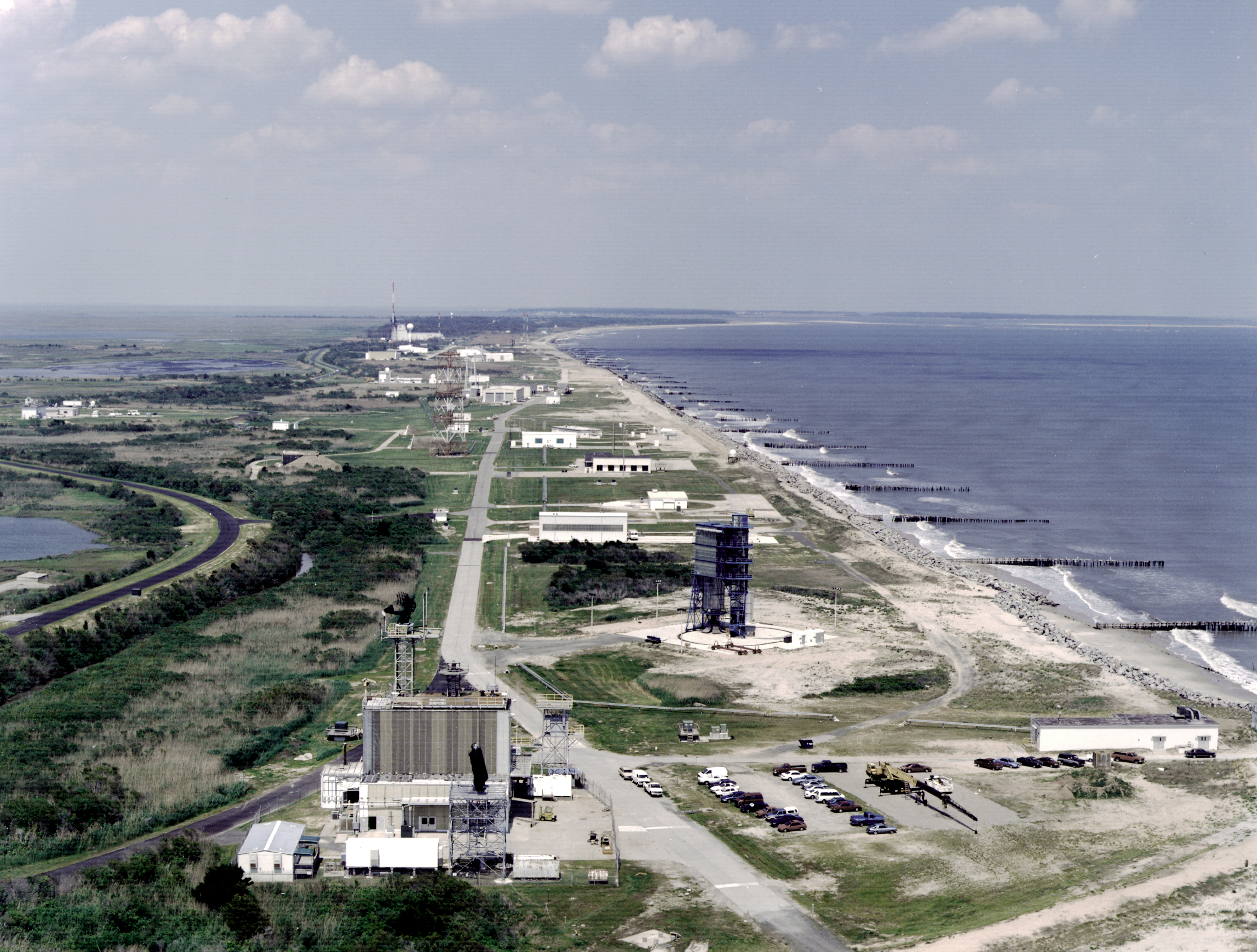
Vista aérea de Wallops Island